# 그륀호
그륀호(독일어: Grünsee 그륀제[*], ‘녹색 호수’)는 스위스 발레주 체르마트 근처에 있는 발레 알프스에 있는 핀델바흐 상류 남쪽에 있는 해발 2,299m에 위치한 작은 호수이다. 핀델 빙하에 의해 수원을 공급받는다. 이 호수는 꽤 외딴 곳에 있고, 이 지역의 많은 하이킹의 작은 허브인 도보로만 접근할 수 있다. 근처에 같은 이름의 작은 마을이 있다.

## 지리
그륀호는 길이는 157m, 너비는 최대 45m, 면적은 4,349㎡이다. 핀델 빙하로부터 물을 공급받으며, 목욕을 사용될 수 있다.
체르마트 5개의 호수 둘레길(현지 하이킹 루트 186)은 북쪽 호반을 따라 이어진다.
체 제브이넨(Ze Seewjinen) 근처의 호수 서쪽에는 베르크휘스 그륀제(Bärghüs Grünsee) 게스트 하우스가 있다. 이 게스트 하우스는 현재 체 제브이누 산악  오두막으로 불리며, 이곳에서 하룻밤을 보낼 수도 있다.
서쪽으로 조금 더 가면 수네가 - 핀델른 - 브라이트보덴 체어리프트가 2007년에 건설되었다. 겨울에는 200km가 넘는 크로스 컨트리 스키 코스와 슬로프를 이용할 수 있으며, 여름에는 산악 자전거 도로 표지판이 있다.